# Zsuzsanna Olgyay-Szabó
Zsuzsanna Olgyay-Szabó (ur. 6 maja 1973 w Oroszlánach) – węgierska lekkoatletka specjalizująca się w skoku o tyczce.

## Osiągnięcia
- brązowy medal halowych mistrzostw świata (Maebashi 1999)
- 4. miejsce na mistrzostwach świata (Sewilla 1999)

W 2000 reprezentowała Węgry podczas igrzysk olimpijskich w Sydney. W eliminacjach nie zaliczyła jednak żadnej wysokości i odpadła z dalszej rywalizacji.

## Rekordy życiowe
- skok o tyczce (stadion) - 4,40 m (1999)
- skok o tyczce (hala) - 4,51 m (1999) były halowy rekord Europy, aktualny halowy rekord Węgier